# Алкивиад Старший
Алкивиа́д  (др.-греч. Ἀλκιβιάδης; VI—V века до н. э.) — древнегреческий аристократ, которого относят к роду Саламиниев, афинский политический деятель, предок самого известного носителя имени Алкивиад. Согласно античным источникам, был соратником Клисфена, позже дважды подвергался остракизму. Исследователи полагают, что речь идёт о двух разных людях, деде и внуке, причём из Афин изгоняли только второго (приблизительно в 460 году до н. э.).

## Биография
Имя Алкивиад было традиционным для одного из знатнейших родов Аттики, члены которого возводили свою генеалогию к легендарным царям Саламина Аяксу Теламониду и сыну Аякса Еврисаку, перебравшемуся из своего царства в Афины. После территориальной реформы Клисфена они были приписаны к дему Скамбониды в городской черте Афин, а их семейные владения располагались в деме Эрхия. Надёжной информации о том, как этот род именовался, в сохранившихся источниках нет. В историографии звучали варианты Евпатриды, Еврисакиды и др. Благодаря эпиграфическим источникам преобладающим стал вариант Саламинии, но есть мнение, что чёткого названия не было вообще.
Исократ в речи «Об упряжке» упоминает Алкивиада, который совместно с Клисфеном, «предводительствуя изгнанниками, вернул власть народу и изгнал тиранов». Речь идёт о свержении Писистратидов в 510 году до н. э., причём соратник Клисфена здесь назван прадедом самого известного Алкивиада, жившего во второй половине V века до н. э. Ещё несколько авторов упоминают Алкивиада, приходившегося самому известному носителю имени дедом: он был отцом Аксиоха и Клиния, его дважды подвергали остракизму. Кроме того, Фукидид пишет, не называя имени, что дед Алкивиада-младшего «из-за какой-то обиды» добровольно отказался от отношений взаимного гостеприимства (проксении) со спартанцами.
Немецкий антиковед Иоганн Топфер, написавший статьи о ряде Саламиниев для «Паули-Виссова» (опубликованы в 1894 году), полагал, что в источниках речь идёт об одном и том же человеке, деде Алкивиада-младшего. По мнению учёного, Алкивиад-старший мог отказаться от проксении со спартанцами на фоне распри между Алкмеонидами, к которым принадлежал Клисфен, и спартанским царём Клеоменом I. Остракизм этого политика до середины XX века датировали 480-ми годами до н. э. или ещё точнее — 485 годом до н. э., отождествляя Алкивиада с упомянутым у Аристотеля «другом тиранов», не названным по имени.
Американский археолог и историк Евгений Вандерпул, изучив найденные остраконы с именем Алкивиада и сопоставив данные эпиграфики с литературными источниками, пришёл к выводу, что речь идёт о двух разных людях (его статья на эту тему увидела свет в 1952 году). По мнению Вандерпула, первый Алкивиад, родившийся приблизительно в 550 году до н. э., стал соратником Клисфена и отцом Клиния — участника греко-персидских войн, упомянутого Геродотом в числе героев битвы при Артемисии 480 года до н. э. Второй Алкивиад, сын этого Клиния, родился приблизительно в 500 году до н. э., разорвал проксению со спартанцами приблизительно в 462/461 году и был подвергнут остракизму предположительно в 460. Сын второго Алкивиада Клиний (II), родившийся приблизительно в 477 году до н. э. и погибший в битве при Коронее, стал отцом самого известного из Алкивиадов.
В дальнейшем мнение о двух разных Алкивиадах и об остракизме второго из них приблизительно в 460 году до н. э. стало общепринятым. Немецкий антиковед Херберт Хефтнер констатирует, что роль Алкивиада I в свержении Писистратидов явно была выдающейся, но сказать что-либо определённое об участии этого политика в реформах Клисфена невозможно из-за состояния источниковой базы. Именно этот Алкивиад мог заключить приблизительно в 510 году до н. э. проксению со спартанцами. Предположительно его внук в 460-х годах до н. э. был вынужден демонстративно разорвать эту связь из-за обострения отношений между Афинами и Спартой.
Утверждения источников о том, что Алкивиада изгоняли дважды, историки считают сомнительными (Гарольд Мэттингли уверен даже, что не было ни одной остракофории). Единственный остракизм они связывают с борьбой политических партий: Алкивиад II мог пострадать либо как лаконофил, которому не помог разрыв проксении со спартанцами, либо как союзник Перикла и, соответственно, враг лаконофильской группировки Кимона. В любом случае сам факт остракофории говорит о том, что Алкивиад играл выдающуюся политическую роль в своём полисе.
О дальнейшей жизни Алкивиада II ничего не известно: неясно, например, смог ли он вернуться в Афины через 10 лет после остракофории или умер на чужбине.
Демосфен и Плутарх упоминают псефисму Алкивиада, согласно которой сын Аристида Лисимах, потерявший отца в 467 году до н. э., получил ежедневную выплату из государственной казны в 4 драхмы. О каком именно Алкивиаде идёт здесь речь, неясно.

## Семья
У Платона упоминаются двое сыновей Алкивиада — Клиний и Аксиох. Первый из них женился на Диномахе из рода Алкмеонидов, двоюродной сестре и свояченице Перикла, и в этом браке родился ещё один Алкивиад — самый известный носитель этого имени. Сын Аксиоха по имени Клиний появляется в диалоге Платона «Евтидем».
О супруге Алкивиада ничего не известно. Поскольку имени Аксиох не было в традиционном ономастиконе Саламиниев, существует гипотеза о том, что Алкивиад во время изгнания женился на дочери милетянина Аксиоха, а по истечении 10 лет вернулся в Афины, привезя с собой не только жену, но и её сестру Аспасию, ставшую позже возлюбленной Перикла. Это родство может объяснять и появление у Саламиниев впоследствии мужского имени Аспасий.